# Cyrtoptyx gallicola
Cyrtoptyx gallicola är en stekelart som beskrevs av Dzhanokmen 1976. Cyrtoptyx gallicola ingår i släktet Cyrtoptyx och familjen puppglanssteklar.
Artens utbredningsområde är Kazakstan. Inga underarter finns listade i Catalogue of Life.